# Municipalidad Provincial de Puno
La Municipalidad Provincial de Puno  es el órgano de gobierno local de la provincia de Puno y el distrito de Puno. Su sede es la ciudad de Puno, capital de la provincia. 

## Historia
En 1668 año de la fundación de Puno por el virrey Pedro Antonio Fernández de Castro en el espacio que actualmente se encuentra el centro histórico de la ciudad, se configura una traza urbana de influencia española luego de la destrucción de San Luis de Alba y ejecución de los hermanos Salcedo decretados por el virrey. En 1734, se ve un asentamiento más consolidado en configuración, la bahía del lago Titicaca empieza a tomar importancia al originarse un puerto artesanal en lo que es hoy el muelle de la ciudad, por lo que Puno va creciendo hacia los lados sur y norte, la topografía de los cerros es otro factor importante que determina el crecimiento de la ciudad en comparación a 1668. Al crearse el nuevo Virreinato del Río de la Plata en 1776, segregado del Virreinato del Perú, el territorio de Puno pasó a formar parte de aquel (como Intendencia desde 1784) hasta 1796, año en que volvió al Perú.
El Presidente Provisional de la República del Perú, Gran Mariscal Ramón Castilla, en la ciudad de Cusco, el 2 de mayo de 1856, expidió el Decreto Supremo de creación de la provincia del Cercado y se estableció que la ciudad de Puno, es la Capital Departamental.

## Organización
De conformidad con lo señalado en la Ley Orgánica de Municipalidades, las municipalidades están conformadas por el consejo municipal y la alcaldía, los mismos que son elegidos por votación popular cada cuatro años. 

### Consejo Municipal
El Concejo Provincial de Puno está integrado por el alcalde de Puno y 11 regidores. según lo dispuesto por el Jurado Nacional de Elecciones. Los regidores son determinados de manera proporcional a los resultados obtenidos en las elecciones municipales. El actual consejo provincial está conformado por Salvador Hancco Aguilar, Maria Vianney Rodriguez Espezua, Henry Jesus Flores Villasante, Norma Emma Paredes Romero, Jonathan Cristian guerra Monzon, Dina Soledad Mamani Ramos, Efrain Colca Borda, Lizardo Rojas Bustinza, Eliseny Vargas Ramos, Edgar Arturo Mamani Pandia, Regelio Roque Arzola.
El Alcalde es el órgano ejecutivo de la municipalidad a la vez que su representante legal y máxima autoridad administrativa. Conforme a los resultados de la elección municipal del 2022, el actual alcalde es Javier Ponce Roque.
Conforme a la ley orgánica de municipalidades, la administración municipal encabezada por el alcalde tiene una estructura gerencial encabezada por una Gerencia Municipal y, además, una Oficina de Auditoría Interna, una Procuraduría Pública Municipal, una Oficina de Asesoría Jurídica y una Oficina de Planeamiento y Presupuesto. Los demás órganos de línea, apoyo y asesoría son determinados por cada gobierno local conforme a sus necesidades.

## Gerencias Municipales
- Gerencia Municipal

## Empresas municipales
- Empresa Municipal de Saneamiento Básico Puno S.A.